# Prédelle

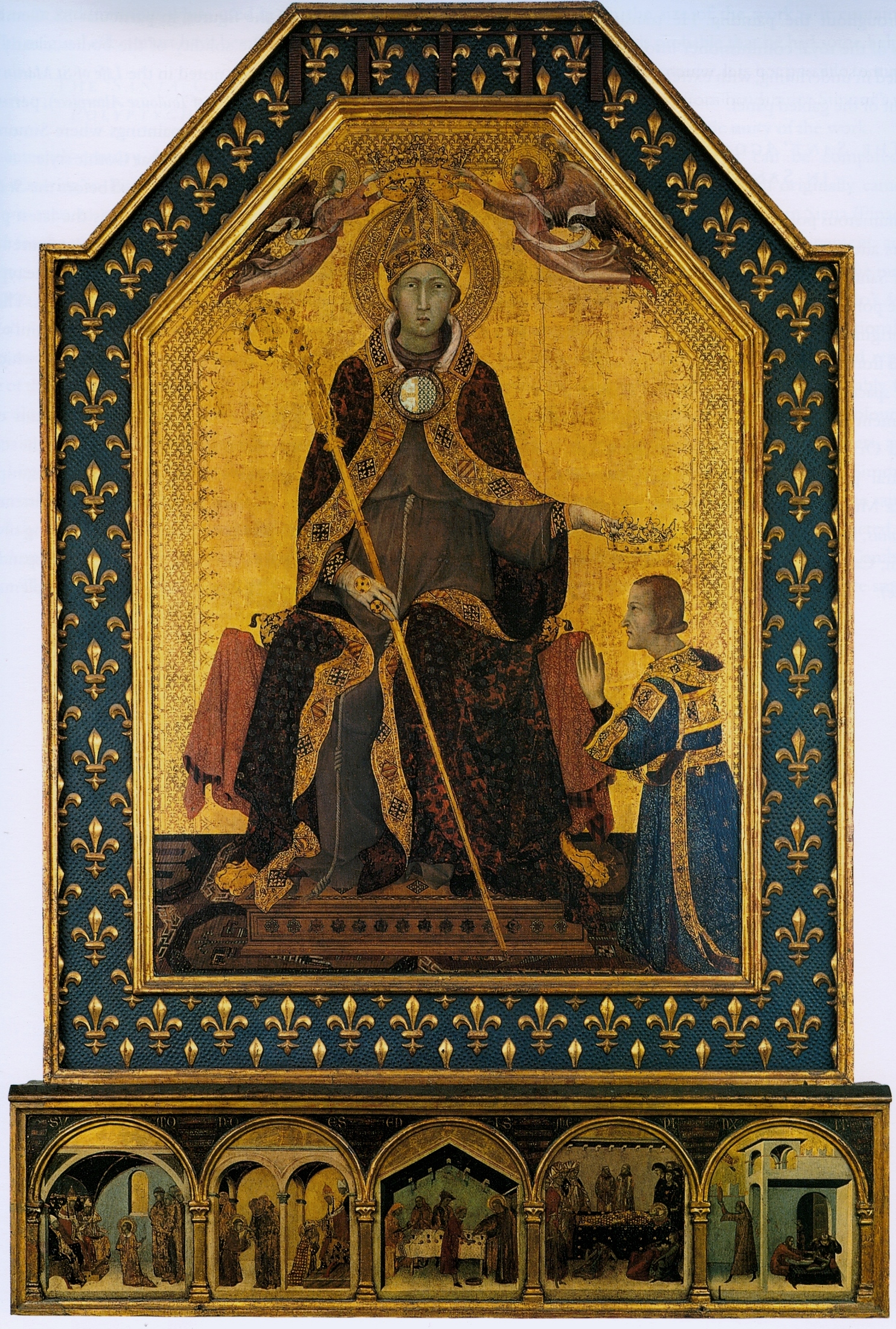
Simone Martini, Saint Louis de Toulouse couronne Robert d'Anjou, 1317, musée de Capodimonte, Naples.

La prédelle est la partie inférieure d'un retable polyptyque, développée horizontalement, qui sert de support aux panneaux principaux, et où figurent une série de petits sujets en relation avec le thème principal. Elle peut être composée d'une seule planche en longueur ou de plusieurs éléments.

## Histoire

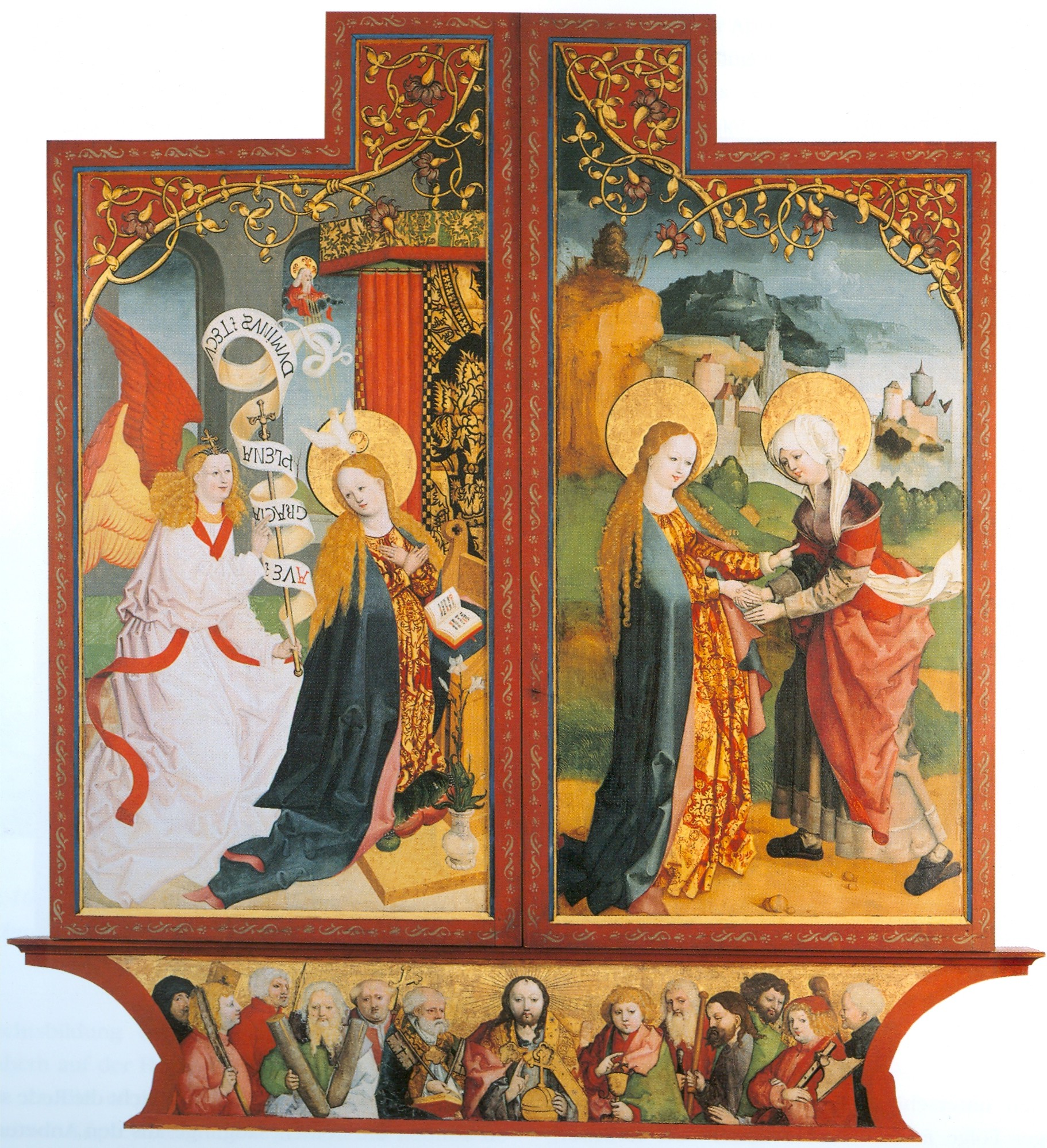
La partie basse, représentant le Christ et les apôtres, est la prédelle de ce retable du XVIe siècle.

La prédelle est un type de peinture caractéristique des XIVe et XVe siècles. De Simone Martini sur le Retable de Saint-Louis de Toulouse en 1317 à, par exemple, Paolo Uccello sur le Miracle de l'hostie pour le retable de Juste de Gand (1465-1469), ces panneaux inférieurs racontent souvent l'histoire, ou un épisode tiré de l'histoire, des saints personnages situés au-dessus. La prédelle devient alors le « registre de la narration » historique, commentaire et illustration de la sainteté glorifiée au registre supérieur.
L'école de Ferrare réorganise les panneaux de la prédelle. Dès 1470, Francesco del Cossa ne présente qu'un seul panneau sous son Annonciation, de dimension relativement moyenne (114 cm de long) et n'offrant qu'un seul épisode, la Nativité. En 1473, Ercole de' Roberti peint la prédelle du Polyptyque Griffoni de Cossa où le seul panneau unifié de 214 cm de long comporte plusieurs épisodes des Miracles de saint Vincent Ferrier. Il traite ici la prédelle selon les principes des cassoni, idée doublement justifiée par des formats proches et surtout parce que les cassoni sont, au XVe siècle, le support d'une peinture très « moderne » et cultivée. À l'intérieur du retable, la prédelle est bien alors le lieu des scènes historiées, tandis que les registres supérieurs demeurent le plus souvent le support d'une image sacrée, moins facilement narrative.
La prédelle ferraraise ne s'impose toutefois pas, car la prédelle disparait rapidement de la peinture « moderne » du XVIe siècle, n'étant pas adaptée à la cohérence nouvelle qui s'installe dans la peinture italienne du Cinquecento : elle contredirait le principe figuratif du « tableau d'autel », mis au point à Rome et à Venise dans les vingt premières années du siècle et qui demeurera durant plus de trois siècles.

## Dispersion
Composées généralement de scènes complétant le ou les panneaux principaux du retable, les prédelles ont souvent été dispersées en plusieurs éléments après le démantèlement du polyptyque.
Par exemple, de gauche à droite :

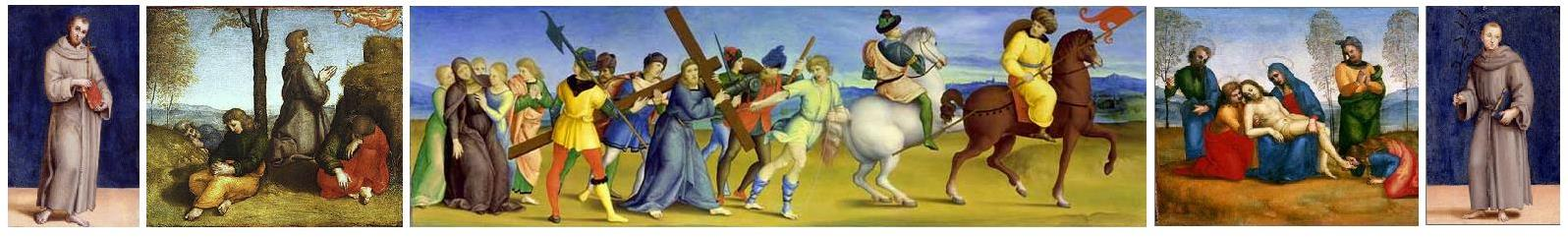
Reconstitution virtuelle de la prédelle du Retable Colonna de Raphaël.

- Saint François d'Assise (25,8 × 16,8 cm, Dulwich Picture Gallery, Londres) ;

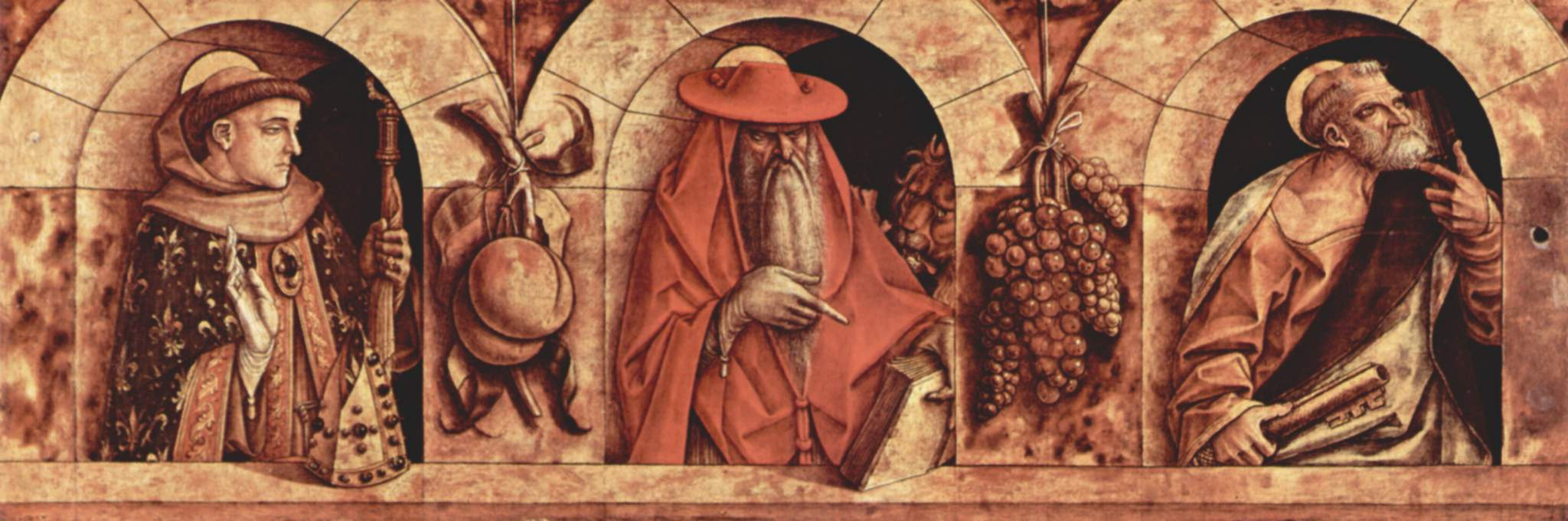
Prédelle d'un polyptyque de Carlo Crivelli.

- L'Agonie dans le jardin (23,5 × 28,8 cm, Metropolitan Museum of Art, New York) ;
- Montée au calvaire (24,4 × 85,5 cm, National Gallery, Londres) ;
- Pietà (23,5 × 28,8 cm, musée Isabella Stewart Gardner, Boston) ;
- Saint Antoine de Padoue (25,6 × 16,4 cm, Dulwich Picture Gallery, Londres).